# 스파이즈
《스파이즈》(영어: Spycies, 중국어: 動物特工局)는 2019년 공개된 프랑스-중국의 영화이다.

## 줄거리
고도의 훈련을 받은 스페셜 에이전트 윌리스는
임무 수행 중 실수로 인해 좌천을 당한다.
하지만 정체 모를 침입자들의 습격을 받게 된 후,
그들의 목적이 지구 생명체의 모든 종을 말살시키려는 것이라는
첩보를 입수한 윌리스는 다시 현장으로 복귀하게 되는데…
과연 지구의 모든 종을 말살시키려는 음모를 저지하고
지구를 구할 수 있을까?

## 출연

### 주연
- 카렌 스트라스먼